# Saqueig de Camarina
El Saqueig de Camarina va tenir lloc la primavera del 405 aC, després que Dionís el Vell, tirà de Siracusa i líder dels grecs de Sicília, ordenés l'evacuació de la ciutat davant de l'avanç cartaginès. Aquests, liderats per Himilcó Hannó, ja havien saquejat Agrigent i Gela dins del marc de la seva campanya de càstig contra les ràtzies gregues d'Hermòcrates de Siracusa.
Dionís, antic lloctinent d'Hermòcrates, havia aprofitat la situació per assumir poders dictatorials a Siracusa, però va ser derrotat a Gela i en la seva retirada, va ordenar l'evacuació de Camarina sense presentar batalla, doncs tenia pressa per retornar a Siracusa i reafirmar el seu poder davant de possibles descontents.

## Rerefons
L'expedició cartaginesa del 406 aC tenia com a objectiu castigar les ràtzies gregues dirigides per Hermòcrates de Siracusa contra territori dels elimis i fenicis, súbdits de Cartago. Al capdavant de les tropes hi havia Anníbal Magó, enemic reconegut dels grecs i general victoriós d'anteriors campanyes. Els cartaginesos van posar setge a Agrigent, però els grecs resistiren àrduament i el setge es va allargar per vuit mesos, durant els que Anníbal va morir per una epidèmia. El seu lloctinent, Himilcó, va mantenir unit l'exèrcit i finalment va aconseguir la victòria, mentre els grecs patien fortes divisions internes, amb alguns dels seus generals sent acusats i executats per traïció.
Després d'Agrigent, Himilcó va marxar sobre Gela, on Dionís liderava la resistència grega. Dionís havia estat capaç d'assumir el lideratge grec després de tot un seguit d'intrigues que van acabar amb l'execució de Dafneu, antic governant de Siracusa, entre d'altres.
Dionís va intentar un atac a tres bandes contra el campament cartaginès durant la batalla de Gela, però la coordinació dels atacs va resultar un desastre i Dionís es va veure obligat a retirar-se i evacuar la ciutat. Aquest fet el va fer força impopular i aviat van córrer rumors que alguns aristòcrates conspiraven contra ell. Dionís, que s'havia refugiat a Camarina, va decidir evacuar també aquesta ciutat doncs temia perdre el poder si es veia estancat en un altre setge.

## Camarina: Localització i defenses
La ciutat es trobava a uns 112 km a l'oest de Siracusa, entre els rius Hiparis i Oanis, amb dos ports a la boca del riu, gràcies als que podria haver rebut fàcilment subministraments des de Siracusa. Al nord del riu, els terrenys eren pantanosos i difícils de creuar pels cartaginesos, debilitats a causa d'una plaga que patien les seves tropes des d'Agrigent. Camarina havia estat fundada originalment per ciutadans de Siracusa el 598 aC, però també s'havia revoltat contra aquesta en diverses ocasions. Durant la campanya cartaginesa del 406 aC, Camarina havia enviat soldats, sense gaire èxit, en ajuda d'Agrigent i Gela.
Malgrat tot, Dionís va ordenar l'evacuació tan bon punt hi va arribar, sense plantejar-se la defensa de la ciutat ni un sol instant, fet que va aixecar fortes sospites sobre possibles pactes secrets amb el líder cartaginès, Himilcó.

### Dionís: brillant estrateg o traïdor?
La ràpida rendició de Gela i Camarina sense presentar batalla va ser molt impopular i perjudicial per les aspiracions de Dionís. Els refugiats de les dues ciutats marxaren cap a Siracusa, però el patiment de dones, nens i malalts durant el camí va afectar la moral dels soldats que els escortaven i els enemics polítics de Dionís començaren a especular si aquest no tenia motius amagats:
- Dionís havia abandonat dues ciutats que tenien bones defenses i bones línies de subministrament. L'exèrcit estava gairebé intacte i llest per entrar en batalla i la flota de Siracusa retenia el poder naval.
- Dionís va trigar a arribar en socors de Gela i quan finalment va atacar el campament cartaginès, les ordres foren equívoques i confuses. Els seus mercenaris i guàrdia personal no entraren en batalla, mentre altres parts de l'exèrcit eren massacrades.
- Durant la retirada, els cartaginesos no perseguiren ni atacaren la llarga i vulnerable línia de refugiats, com cabria esperar.

Els grecs estaven convençuts que Dionís havia arribat a un acord amb Cartago i que ara s'aprofitava del temor existent entre la població per reafirmar el seu poder, amb els seus mercenaris eliminant qualsevol oposició.
Els mercenaris italians foren els primers a abandonar Dionís i retornar a Messina. D'altra banda, nobles i antics oligarques de Siracusa planejaren assassinar Dionís, però aquest estava molt ben protegit pels seus mercenaris, així que avançant-se a l'exèrcit, arribaren a Siracusa, assaltaren la casa de Dionís i violaren la seva muller. Van fer córrer el rumor que Dionís havia estat derrotat per Himilcó i havia fugit i així van prendre el poder de la ciutat.

## Revenja de Dionís
Atrapat entre els cartaginesos i els rebels, Dionís va optar per assegurar Siracusa, escollint 100 cavallers i 600 mercenaris amb els quals va avançar cap a la ciutat, deixant els refugiats enrere. Va arribar a Siracusa durant la nit i es va trobar les portes tancades, però mal defensades, així que les va cremar i va entrar a la ciutat. Els rebels no s'havien organitzat ni preparat per la defensa i només un petit nombre de nobles van ser capaços d'enfrontar-se a Dionís a l'Àgora, on foren massacrats. Altres foren capturats i executats i molt pocs van poder fugir.
Quan els refugiats arribaren a Siracusa l'endemà, Dionís ja havia assegurat el control de la ciutat, però aquests ja no li tenien confiança i decidiren establir-se lluny del tirà, a Leontini.

## Pau del 405 aC
Si Himilcó hagués pactat amb els grecs de Leontini i amb els Sículs, neutrals, podria haver posat setge a Siracusa, que s'hauria trobat sola davant d'un enemic més unit i nombrós. Malgrat tot, l'avanç cartaginès fou lent i en arribar a Siracusa es limitaren a aixecar un campament i esperar sense fer res. Aquesta inactivitat fou humiliant per Dionís, que havia estat escollit com cap suprem de les forces gregues per lluitar contra els cartaginesos, i aquests ara mostraven poc o gens d'interès a continuar la guerra. Finalment, Himilcó va enviar un herald amb una oferta de pau, que Dionís no va dubtar a signar.
Les condicions del tractat foren:
- Cartago mantenia el control de les ciutats fenícies de Sicília, així com ciutats dels Elimis i els Sicans.
- Els refugiats grecs podien tornar a Selinunt, Agrigent, Camarina i Gela, però aquestes ciutats havien de pagar un tribut a Cartago i Gela i Camarina no podien reconstruir els seus murs.
- Els Sículs i la ciutat de Leontini quedaven lliures de la influència de Cartago i Siracusa.
- Dionís era reconegut per Cartago com governant de Siracusa.
- S'intercanviarien els presoners capturats durant la campanya.

Signat l'acord, Himilcó va retornar a Cartago, duent amb ell la plaga que causaria una gran mortaldat. Malgrat tot, fou escollit "rei" de Cartago el 398 aC.
El mateix Himilcó va liderar una nova expedició cartaginesa contra Sicília quan Dionís va trencar el pacte i va atacar, primer els Sículs el 404 aC, i després la ciutat de Mòtia el 398 aC.